# Növényi nedv

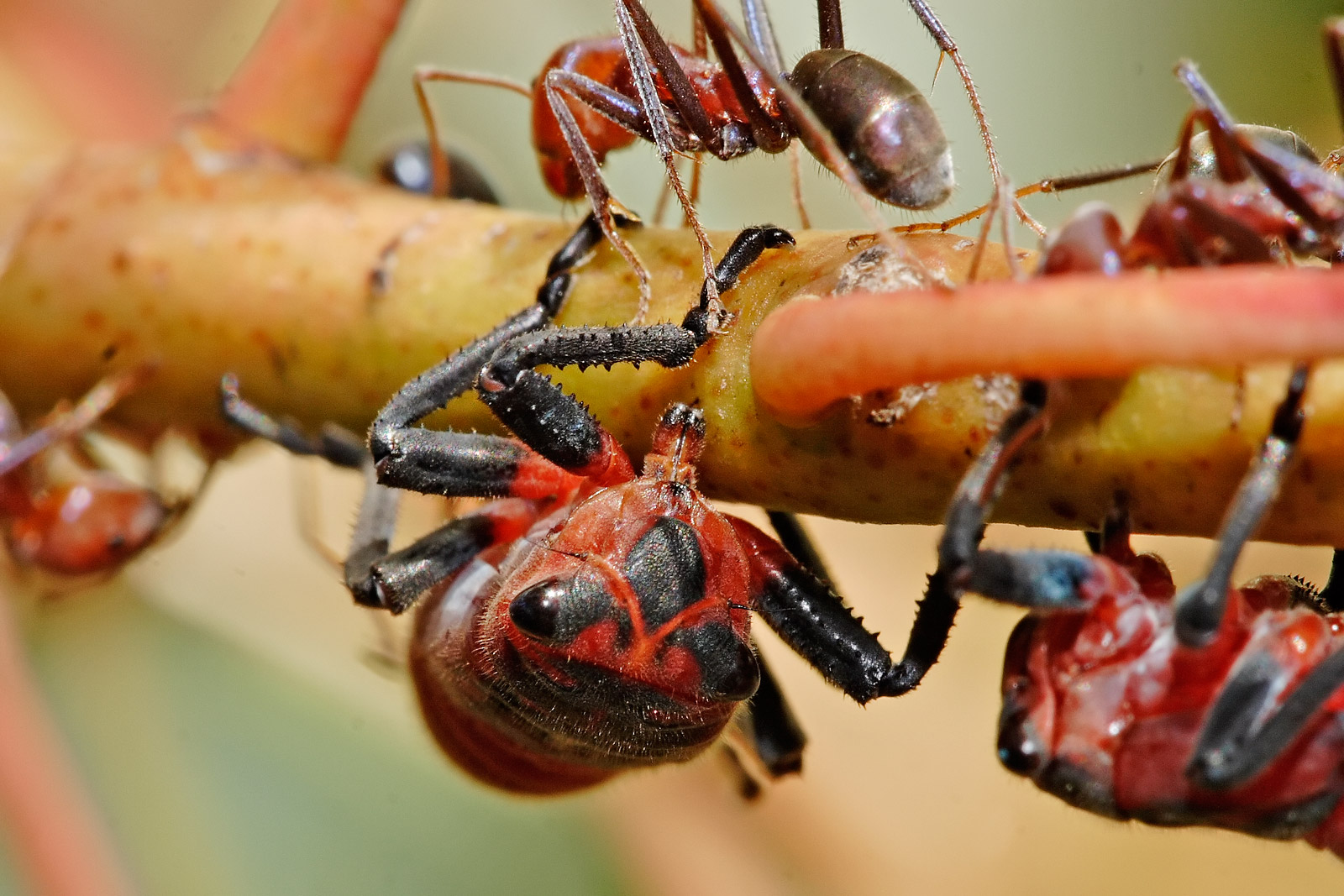
Kabócák és más rovarok is fogyasztják a növények nedvét

A növényi nedv egy növény xilémsejtjeiben (vízszállító sejtjeiben vagy vízszállító csöveiben) vagy floémjának rostacsőelemeiben szállított folyadék. A növényben található vagy általa kiválasztott egyéb folyadékokat, így a többi sejt vakuólumaiban lévő sejtnedvet, a gyümölcs nedvességtartalmát, a tejnedvet, gyantát, nyálkát nem soroljuk ide.
A xilémnedv legnagyobbrészt vízből áll, ami oldott ásványi anyagokat, növényi hormonokat, egyéb tápanyagokat is tartalmaz. A xilémnedv transzportjának iránya akropetális, azaz a gyökerektől a levelek felé halad. A xilémnedv transzportját a legtöbb botanikus szerint az ún. kohéziós elmélet magyarázza meg legjobban. Eszerint a növényekben összefüggő vízrendszer van, a levelekben történő párologtatástól a talajig, és a vízmolekulák közötti kohéziós erő, valamint a xilémelemek morfológiája teszi lehetővé a vízpotenciál-gradiens (szívási tenzió) kialakítását, hogy a legmagasabb fák vízellátása is zavartalan legyen. A kohéziós elmélet nagyrészt megmagyarázza a xilémnedv áramlását, de számos részletében még pontosításra szorul.
A floémnedv legnagyobbrészt vízből áll, de oldott ásványi anyagokat, növényi hormonokat és cukrokat is tartalmaz. A floémnedv transzportja a forrásoktól (ahol a szénhidrátok keletkeznek vagy tárolódnak) a nyelőkig (a szénhidrátok felhasználási helyeiig) halad. A floémnedv transzportját a Münch-hipotézis (tömegáramlási modell) írja le legjobban (tömegáramlás, mert a víz viszonylag nagy tömegeinek mozgatásával szállítja a tápanyagokat). Ennek során a forrás, pl. egy levél sejtjeiben magas szervesanyag-koncentráció alakul ki, ami miatt víz áramlik a forrásba. Ezután a turgornyomás mozgatja a floémnedvet a forrástól a nyelőig. A floém sejtjeibe aktív transzporttal kerül be a forrásból a szállítandó vegyület, és aktív transzporttal kerül ki belőle a felhasználás helyén. A xilémnedv szállításától eltérően a háncsrészben mindkét irányban lehetséges az anyagáramlás.
A juharszirupot a cukorjuhar (Acer saccharum) xilémnedvének finomításával állítják elő. Egyes országokban (Finnország, Oroszország, Lettország, Észtország) a nyírfa kora tavaszi (xilém)nedvét gyűjtik össze emberi fogyasztás céljából. A xilitet tartalmazó nyírfalé fogyasztható frissen vagy érlelhető, nyírfaszirupot is készítenek belőle.

## Fordítás
- Ez a szócikk részben vagy egészben a Plant sap című angol Wikipédia-szócikk ezen változatának fordításán alapul.  Az eredeti cikk szerkesztőit annak laptörténete sorolja fel. Ez a jelzés csupán a megfogalmazás eredetét és a szerzői jogokat jelzi, nem szolgál a cikkben szereplő információk forrásmegjelöléseként.